# Jiří Holeček (politik)
Jiří Holeček (* 26. dubna 1972) je český politik a podnikatel, v letech 2013 až 2017 poslanec Poslanecké sněmovny PČR, od roku 2014 zastupitel Městské části Praha 6, člen hnutí ANO 2011.

## Život
Pochází z hokejové rodiny, jeho otec je bývalý slavný československý hokejový brankář Jiří Holeček st. Od malička se věnoval lednímu hokeji, v 15 letech začal reprezentovat Československo za juniorský národní tým.
Vystudoval obor veřejná správa a public relations na Vysoké škole mezinárodních a veřejných vztahů v Praze (získal titul Bc.) V roce 1998 se stal obchodním ředitelem pro Českou republiku a Slovensko u německé hračkářské společnosti Ravensburger. Později pracoval šest let jako generální ředitel Zapf Creation (rovněž výrobce hraček).
V současnosti je podnikatelem a spolumajitelem realitní kanceláře GREEN s.r.o. (franšíza České spořitelny).
Jiří Holeček je ženatý.

## Politické působení
Je členem hnutí ANO 2011 a zároveň i předsedou Krajské organizace hnutí ANO 2011 v Hlavním městě Praze.
Ve volbách do Poslanecké sněmovny PČR v roce 2013 kandidoval na čtvrtém místě kandidátky hnutí ANO 2011 v Hlavním městě Praze a byl zvolen poslancem. V komunálních volbách v roce 2014 byl za hnutí ANO 2011 zvolen zastupitelem Městské části Praha 6.
Ve volbách do Poslanecké sněmovny PČR v roce 2017 kandidoval za hnutí ANO 2011 na posledním místě kandidátky v Praze. Mandát se mu však obhájit nepodařilo.